# Geita (vlinder)
Geita is een geslacht van vlinders van de familie bladrollers (Tortricidae).

## Soorten
- G. bjoernstadi Aarvik, 2004
- G. micrograpta (Meyrick, 1921)